# Bürgerkrieg
Ein Bürgerkrieg ist ein bewaffneter Konflikt auf dem Territorium eines Staates zwischen verschiedenen Gruppen. Diese ringen im Kampf gegeneinander um die Kontrolle der Gewalt innerhalb des Staates. Eine allgemein akzeptierte Definition, die über diese Beschreibung hinausgeht, existiert bislang nicht. Einmischungen in Bürgerkriege vom Ausland aus sind häufig.
Bürgerkriegsparteien können bewaffnete Volksgruppen, Milizen, Parteien, Partisanenverbände, Privatarmeen oder Warlords sein. Auch Auseinandersetzungen zwischen den Streitkräften einer Staatsregierung und einer oder mehreren organisierten Gruppen von Aufständischen (Rebellen, Guerilleros) werden als Bürgerkrieg bezeichnet. Dabei kann es den kämpfenden Gruppen um eine regionale Autonomie gehen, um die Herrschaft über das gesamte Staatsgebiet, oder auch um die Sezession von einem Staat, die Gründung eines eigenen Staates oder den Anschluss an einen anderen Staat. Die Gründe für solche Ziele können politischer, ethnischer, religiöser oder auch sozialer Natur sein. Ein Bürgerkrieg wird häufig ohne Rücksicht auf völkerrechtliche Regeln geführt. Solche Regeln wurden nach dem Zweiten Weltkrieg von den Vereinten Nationen geschaffen.

## Begriffsentwicklung und Definitionsversuche
In der Antike kannten die Griechen den Begriff stasis, der ursprünglich „Standpunkt“ oder „Parteiung“ bedeutet, spätestens seit Solon aber auch ganz allgemein inneren Zwiespalt und Meinungsverschiedenheiten von Interessengruppen, bis hin zu gewaltsamen und blutigen Auseinandersetzungen, also einschließlich dessen, was man später als Bürgerkrieg bezeichnete. Die klassische Darstellung zu diesem Problem, das die griechischen Poleis immer wieder plagte, lieferte Thukydides in seinem Werk über den Peloponnesischen Krieg (Buch 3,79-84).
Von der römischen Formulierung bellum civile – wörtlich „bürgerlicher Krieg“ –, die erstmals im 1. Jahrhundert v. Chr. erscheint, leiten sich die Begriffe dafür in den europäischen Sprachen ab (italienisch guerra civile, französisch guerre civil, spanisch guerra civil, englisch civil war). Eine besondere Ausprägung haben Bürgerkriege im islamischen Kulturkreis unter der Bezeichnung
Fitna.
Die Formulierung einer allgemein gültigen Definition des Begriffs Bürgerkrieg ist laut dem Politikwissenschaftler David Armitage in doppelter Hinsicht problematisch: Vor allem sei Bürgerkrieg ein „im Kern umstrittener Begriff“, dessen Gebrauch ein Werturteil beinhalte und daher äußerst konfliktträchtig sei. Allerdings ist für Armitage „der Kern des Begriffs … ein Paradox und sogar ein Widerspruch in sich“. Denn was könne an einem Krieg bürgerlich oder zivil sein? Und die Parteien verhielten sich gegeneinander eben nicht mehr wie Bürger eines Gemeinwesens. Zudem hätten Bürgerkriege kein unveränderliches Wesen, sondern ereigneten sich in vielfältigen geschichtlichen Verhältnissen, von denen man für die Definition abstrahieren müsse. Damit unterliege der Begriff einer intellektuellen Genealogie. „Schon der Gebrauch des Begriffs (oder der Verzicht darauf) ist Teil des Konflikts“ (Armitage). Denn ob man den Begriff Bürgerkrieg verwende, könne „davon abhängen, ob man Herrscher oder Rebell ist“. Und die „Schlacht um Namen“ könne sich auch noch lange fortsetzen, nachdem der bewaffnete Konflikt beendet ist. Denn bei dem umstrittenen Begriff gehe es um die Elemente des Streits; er hat nicht nur moralische und politische Nebenbedeutungen, sondern auch juristische Auswirkungen. Zuerst und vor allem sei der Bürgerkrieg eine Erfahrung derer, die ihn führen bzw. erleiden – längst, bevor er international dazu erklärt werde.
Der Historiker Henning Börm verweist zudem darauf, dass es sich bei einem Bürgerkrieg stets um eine Extremform „sozialer Desintegration“ handle, die dadurch geprägt sei, dass Gruppen, die bislang Angehörige derselben Gemeinschaft (bzw. Bürger desselben Staates) gewesen seien, Gewalt gegeneinander einsetzen: „Personen, die bislang als Mitglieder derselben Gruppe verstanden wurden, müssen nun ausdrücklich und mit grausamer Konsequenz exkludiert werden; Bürgerkrieg ist also ein gewaltsamer Ausdruck extremer sozialer Desintegration, wobei der Gegenseite die Legitimität abgesprochen wird. Überdies mag der Konflikt asymmetrisch sein, doch kennt er auf beiden Seiten Anführer und Strukturen; gekämpft wird vorwiegend um die politische Kontrolle des Gemeinwesens, wobei diese durchaus nicht Selbstzweck sein muss.“ Die Legitimation dieses fundamentalen Tabubruchs sei stets aufwendig; die Legitimität der Gegenseite werde regelmäßig bestritten. Da man dem inneren Feind zudem vorwerfen könne, sich für seine Seite des Konfliktes entschieden zu haben und also ein „Verräter“ zu sein, seien Bürgerkriege oftmals von besonderer Grausamkeit gekennzeichnet.

„Was Bürgerkriege bedrohlicher macht als andere Kriege, ist, dass jeder von uns im eigenen Haus Wache stehn muss … Die Gegend, in der ich wohne, dient unseren Bürgerkriegen stets als erstes und letztes Schlachtfeld, nie zeigt sich der Friede bei uns in seiner reinen Gestalt … Ich lasse den Orkan dieser Kriegswirren mich umbrausen, ja, kaure mich in ihn hinein – möge sein Wüten mich blenden, möge er mich mit einem blitzschnellen und unfühlbaren Schlag dahinraffen! … Das Fieber unsrer Bürgerkriege hat einen Körper befallen, der vorher nur eine Spur gesünder war: Das Feuer schwelte schon, jetzt brechen die Flammen hervor.“

In seinem Entwurf zu einer Theorie des Bürgerkriegs hat Michael Riekenberg 2021 zentrale Elemente des Bürgerkriegs herauszuarbeiten versucht. Ihm zufolge können Bürgerkriege nur in Staatengebilden geführt werden, weil der Zweck des Bürgerkriegs die Erringung der politischen Macht in einem Staat sei. Dazu werde versucht, den inneren Feind mittels Gewalt auszuschalten, wobei die typische Bürgerkriegsfigur der Störer sei. Dieser solle aus einer Gemeinschaft ausgeschlossen werden, sei es durch seine Vernichtung oder durch seine Vertreibung. Weil die verschiedenen Bürgerkriegsparteien zuvor in einer Gesellschaftsordnung zusammenlebten, sei es schließlich notwendig, dass die Gewaltakteure im Bürgerkrieg sich auch gegen ihre eigene Geschichte wenden. Das, was sie einmal mit ihrem jetzigen Feind verband, müsse nun aus der Erinnerung getilgt werden. Bürgerkriege richteten sich demnach nicht nur gegen den Anderen, sondern ebenso gegen Teile der eigenen Biographie. Dies erklärt nach Riekenberg, warum ihr Gewaltpegel besonders hoch ausfallen kann.
Laut Jürgen Habermas stammt die „maßgebende Formulierung des Bürgerkriegs-Topos“ von Carl Schmitt, der mit „großer Klarheit und Selbstentschiedenheit“ die Konsequenz gezogen habe, „dass unter den gegenwärtigen gesellschaftlichen Bedingungen“ im 20. Jahrhundert eine neue Ordnung „nur in Form des totalitären Staates möglich“ sei. Laut Habermas bezieht der Begriff seinen polemischen Sinn aus dem Gegenspiel einer Herrschaftsordnung, die sich in Europa erst unter dem Absolutismus ausgebildet habe. Der Bürgerkrieg stelle das Funktionieren des von der Gesellschaft getrennten »neutralen« Staatsapparates in Frage. Diese Gestalt des Staates zerfalle jedoch seit dem Ersten Weltkrieg, womit die Kategorie des Bürgerkrieges unanwendbar werde und gleichzeitig „die Wiederherstellung der gestörten Ordnung als wünschenswert“ unterstelle.
Wenn die Situation seit dem Zweiten Weltkrieg als Zustand eines latenten Weltbürgerkrieges zu beschreiben sei, so nicht als Bürgerkrieg im Weltmaßstab, sondern „im Sinne eines Krieges zwischen Weltbürgern“.

## Ursachen
Bürgerkriege sind charakterisiert durch Anwendungen von militärischer Gewalt im innenpolitischen Kontext. Der Sturz eines Diktators, ein Staatsstreich oder ein Putschversuch können in einen Bürgerkrieg münden, und jede Revolution lässt sich auch als Bürgerkrieg beschreiben. Auch die gewaltsame Unterdrückung von Autonomie- beziehungsweise Sezessionsbestrebungen ethnischer oder nationaler Minderheiten kann einen Bürgerkrieg verursachen. Häufig entstehen oder eskalieren Bürgerkriege während zwischenstaatlicher Kriege infolge von Interventionen auswärtiger Mächte (hierzu siehe auch Fünfte Kolonne).
Die Zahl der Bürgerkriege ist weltweit in der zweiten Hälfte des letzten Jahrhunderts erheblich gewachsen. Ein Grund ist die große Zahl neuer, noch instabiler und heterogener Staaten in den ehemaligen Kolonialgebieten. Unter diesem Aspekt können Bürgerkriege als Ausdruck eines politischen und gewaltsamen Prozesses betrachtet werden, in dem Staatlichkeit konsolidiert wird. Zwischen 1816 und 2001 waren von insgesamt 484 Kriegen weltweit 296 Bürgerkriege und unter diesen 109 Sezessionskriege. Etwa zwei Drittel der 259 Kriege seit 1945 waren Bürgerkriege. Nach 1989 waren es 95 Prozent aller Kriege.
Oft ist schon, wenn ein Bürgerkrieg beigelegt wird, der Keim zu seiner Fortsetzung in einem weiteren Bürgerkrieg gelegt: Offene Rechnungen, Ungerechtigkeit, Grund zur Rache. So wird „die Abfolge zu einem Kreislauf“. Anscheinend „bedeutete, zivilisiert zu sein, dass man zu Bürgerkriegen in der Lage und auf fatale Weise für sie anfällig war.“

## Bürgerkrieg im Staatsrecht
Der bewaffnete Kampf von Aufständischen gegen die Regierung gilt überall als Hochverrat und ist illegal; je nach Verfassung des betreffenden Staates, den Bestimmungen des allgemeinen Strafrechts oder dem Standrecht kann die Strafe sehr unterschiedlich ausfallen.
Bei einem erfolgreichen Kampf aufstrebender Schichten um eine Um- oder Neugestaltung der staatlichen Ordnung spricht man auch von einer Revolution und übernimmt damit letztlich die Sicht der Sieger.

## Völkerrecht
Völkerrecht ist primär das Recht zwischenstaatlicher Beziehungen, die zwischen Staaten geltende Rechtsordnung. Es regelt das, was nicht im innerstaatlichen Recht der einzelnen souveränen Staaten festgelegt ist. Im Vordergrund des Kriegsvölkerrechts stehen die völkerrechtliche Verhinderung von Gewalt und die völkerrechtliche Eingrenzung von Gewalt in bewaffneten Konflikten zwischen Staaten. Das völkerrechtliche Gewaltverbot (Art. 2, Punkt 4 der Charta der Vereinten Nationen) gilt für den Bürgerkrieg nicht. In der Fortentwicklung dieses Kriegsrechts wurden aber Regeln mit internationaler Geltung kodifiziert, die Bürgerkriege betreffen, bewaffnete Auseinandersetzungen, die sich im Inneren von Staaten abspielen. Einige Grundsätze des Kriegsgefangenenrechts und des Schutzes von Zivilpersonen wurden auch für den Bürgerkrieg als verbindlich erklärt.

### Intervention von außen
Unter einer Intervention wird im Allgemeinen die Einmischung von Staaten oder internationalen Organisationen in Angelegenheiten verstanden, die der alleinigen Zuständigkeit eines Nationalstaats unterliegen. Diese alleinige Zuständigkeit wurde im 19. Jahrhundert bei der Entwicklung des Nationalstaatensystems aus dem Begriff der Souveränität abgeleitet. Das heutige Völkerrecht hat bisher keine allgemeingültige Definition entwickelt, was genau eine Intervention ist. Vorhandene internationale Regelungen werden in der Staatenpraxis unterschiedlich ausgelegt.
In Bürgerkriegen verliert der Begriff der Intervention seine rechtliche Klarheit. Nicht immer handelt es sich um einen Aufstand gegen die Regierung eines Landes. Wenn rivalisierende Bürgerkriegsparteien existieren und dadurch die politische Macht auf unterschiedliche Gruppen aufgeteilt ist, ist es meistens sehr schwierig festzustellen, welche politische Gruppe über die Souveränität verfügt. Damit wird es auch schwierig zu definieren, was als Eingriff in Souveränitätsrechte zu werten ist.

#### Zwischenstaatliches Interventionsverbot
Artikel 2, Absatz 4 der UN-Charta fordert von seinen Mitgliedsstaaten, jede gewaltsame Einmischung, die gegen die territoriale Unversehrtheit oder die politische Unabhängigkeit eines Staates gerichtet ist, zu unterlassen. Die Generalversammlung der UN entwickelte Details zu dieser Regel in der Friendly Relations Declaration von 1970. Dort heißt es im Hinblick auf Bürgerkriege:
- Jeder Staat hat die Pflicht, jede Gewaltmaßnahme zu unterlassen, welche die Völker, auf die sich die Erläuterung des Grundsatzes der Gleichberechtigung und Selbstbestimmung bezieht, ihres Rechts auf Selbstbestimmung, Freiheit und Unabhängigkeit beraubt.
- Jeder Staat hat die Pflicht, die Aufstellung oder die Förderung der Aufstellung irregulärer Streitkräfte oder bewaffneter Banden, namentlich von Söldnern, zu unterlassen, die für Einfälle in das Hoheitsgebiet eines anderen Staates bestimmt sind.
- Jeder Staat hat die Pflicht, die Organisierung, Anstiftung oder Unterstützung von Bürgerkriegs- oder Terrorhandlungen in einem anderen Staat und die Teilnahme daran oder die Duldung organisierter Aktivitäten in seinem Hoheitsgebiet, die auf die Begehung solcher Handlungen gerichtet sind, zu unterlassen, wenn die in diesem Absatz genannten Handlungen die Androhung oder Anwendung von Gewalt einschließen.[22]

#### Zulässige Interventionen
Trotz des allgemeinen grundsätzlichen Interventionsverbots sind Interventionen unter besonderen Bedingungen zulässig.
- Der UN-Sicherheitsrat darf bei einer Bedrohung des internationalen Friedens, eines Friedensbruchs oder einer Angriffshandlung kollektive Maßnahmen beschließen, die als Kollektivintervention mehrerer Mitgliedstaaten durchgeführt wird. Sie muss mit allgemeinen schutzwürdigen Interessen begründet werden.

Ob ein fremder Staat auf Ersuchen der legalen Regierung in einen Bürgerkrieg eingreifen darf, ist umstritten. Eine Unterstützung ist unzulässig, wenn der eingreifende Staat die vorherige Regierung gewaltsam beseitigt hat und sich Aufständische gegen die neue Regierung formiert haben. Beispiele dafür sind die Interventionen Vietnams in Kambodscha 1979 und die der Sowjetunion in Afghanistan im selben Jahr. Eine vorzeitige Anerkennung von Aufständischen ist völkerrechtswidrig.

#### Humanitäre Intervention
Hauptartikel: Humanitäre Intervention
Eine Intervention aus humanitärem Grund kann völkerrechtlich zulässig sein, wenn es sich um den Schutz eigener Staatsbürger handelt, die in einem fremden Staat in Gefahr geraten sind. Hierbei kann es sich um eine Botschaftsbesetzung oder eine Flugzeugentführung handeln. Erforderlich für ein solches Eingreifen ist die Erlaubnis der Regierung des betreffenden Landes.
Eine Intervention zum Schutz fremder Staatsbürger ist völkerrechtswidrig. Solche Interventionen darf ausschließlich der Sicherheitsrat der Vereinten Nationen beschließen und nur als kollektive Sicherheitsmaßnahme veranlassen.

#### Anerkennung von Aufständischen
Wenn Aufständische die Herrschaft über einen beträchtlichen Teil des Staatsgebietes über einen längeren Zeitraum behauptet haben, so können sie als kriegführende Partei anerkannt werden. Eine Anerkennung als kriegführende Partei führt zum Inkrafttreten von Kriegsvölkerrecht und Neutralitätsrecht. Ihre Führung kann von anderen Staaten als De-facto-Regierung anerkannt werden.

### Schutz durch das Humanitäre Völkerrecht
Der formelle Begriff des Krieges im klassischen Kriegsvölkerrecht ist ein Krieg zwischen Staaten. In den Genfer Konventionen zum Schutz der Kriegsopfer von 1949 und deren Zusatzprotokollen von 1977 wurde der Begriff des Krieges weiterentwickelt. Seitdem ist auch im Fall eines Bürgerkrieges das Humanitäre Völkerrecht einzuhalten. Die Genfer Konventionen bezeichnen Bürgerkrieg mit dem Fachbegriff „nicht-internationaler bewaffneter Konflikt“.
Für das Einhalten der humanitären Regeln besteht grundsätzlich Staatenverantwortlichkeit. Zusätzlich wurde in den Genfer Konventionen eine individuelle Verantwortlichkeit der obersten Staatsorgane kodifiziert, die sich im Völkerstrafrecht niedergeschlagen hat.

#### Geltungsbereich und Grundsätze der Genfer Konventionen
Artikel 1, Absatz 2 des Zusatzprotokoll II von 1977 erläutert den Geltungsbereich der Genfer Konventionen. Bei Fällen innerer Unruhen und Spannungen wie Tumulten, bei vereinzelt auftretende Gewalttaten und andere ähnlichen Handlungen, die nicht als bewaffnete Konflikte gelten, sind sie nicht anwendbar. Voraussetzung für ihre Anwendung ist, dass eine Bürgerkriegspartei überhaupt zu anhaltenden, koordinierten Kampfhandlungen in der Lage ist und für die Einhaltung des humanitären Kriegsrechts sorgen kann. Dazu muss die Bürgerkriegspartei auch die effektive Macht über einen Teil des Staatsgebietes errungen haben.
Das Zusatzprotokoll enthält weiterhin einige Grundsätze, die auch für den Bürgerkrieg gelten:
- Schutz der Gefangenen (keine Folter, Geiselnahme oder erniedrigende und entwürdigende Behandlung, keine Verurteilung und Hinrichtung ohne Verhandlung vor einem ordentlichen Gericht)
- Versorgung der Verwundeten
- Verschonung der Zivilbevölkerung

Es kann aber vorkommen, dass sich die Konfliktparteien freiwillig bereit erklären, auch die übrigen Schutzbestimmungen einzuhalten. Während der Bürgerkriege in Algerien, Kongo, Jemen und Nigeria war das zum Beispiel der Fall.
Trotz der Vereinheitlichung des Kriegsbegriffs und der Vereinheitlichung des humanitären Schutzes unterscheiden sich auf anderen Gebieten die völkerrechtlichen Regeln für internationale bewaffnete Konflikte von den Regeln, die für bewaffnete Auseinandersetzung im Inneren von Staaten gelten. Es gibt dadurch zwei verschiedene internationale Rechtsregelungssysteme, eines für den internationalen Konflikt und eines für den nichtinternationalen Konflikt.

### Völkermordkonvention
Eine anders als in den Zusatzprotokollen definierte völkerrechtliche Verantwortlichkeit wurde mit der Konvention über die Verhütung und Bestrafung des Völkermordes entwickelt. Über Verletzung dieser Konvention in Bürgerkriegen verhandelten der Internationale Gerichtshof und der Internationale Strafgerichtshof.

## Ausprägungen seit 1945
Wie schon nach dem Ersten Weltkrieg kam es auch nach dem Zweiten Weltkrieg wegen der nunmehr veränderten politischen Verhältnisse zu zahlreichen Konflikten, die mit bewaffneter Gewalt ausgetragen wurden. Die Gefahr eines Atomkrieges und das Verbot der Gewaltanwendung in zwischenstaatlichen Beziehungen durch die Vereinten Nationen veranlasste die Großmächte, offene kriegerische Auseinandersetzungen untereinander zu vermeiden. Zwischenstaatliche Kriege sind seltener geworden, die Auseinandersetzung hat sich in die Dritte Welt verlagert. Unterstützung von Bürgerkriegsparteien soll die eigene Position stärken. Bürgerkrieg ist dadurch vielfach zum Ersatz für den zwischenstaatlichen Krieg geworden (siehe Stellvertreterkrieg).
Ein Schwerpunkt sind Bürgerkriege, in denen um die Regierungsmacht gekämpft wird, wobei diese oft nur das vordergründige Ziel ist. Eigentlich wird dabei um das Gesellschaftssystem, um die Gesellschaftsordnung gekämpft. Ein weiterer Schwerpunkt sind Bürgerkriege, in denen ethnische oder religiöse Gruppen um größere Autonomie innerhalb ihres Zentralstaates kämpfen, um Sezession zur Bildung oder zur Wiedergewinnung eines eigenen unabhängigen Staates, um Anschluss an einen Nachbarstaat.
Manche Bürgerkriege wurden nur durch offene militärische Intervention von außen entschieden, so in Griechenland 1949 oder in Malaysia 1957. Die Intervention Indiens im Bangladesch-Krieg ebnete der Sezession Ostpakistans (Bangladesch) entscheidend den Weg in die nationale Unabhängigkeit.

### Befreiungsbewegungen
Nationale Unabhängigkeitskriege gegen europäische Kolonialmächte trugen auch den Charakter von Bürgerkriegen, wenn sie sich gegen Führungsschichten richteten, die mit der Kolonialmacht kollaborierten. Darin ähnelten sie den Partisanenkriegen in besetzten Gebieten des Zweiten Weltkriegs, in denen die Besatzungsmächte bekämpft wurden. Nach dem Unabhängigkeitskampf und der Entmachtung der älteren Führungsschicht schlug die zuvor überwiegend nationale Revolution in den ehemaligen Kolonien auch in eine soziale Revolution um. Beispiele dafür sind Vietnam, Algerien, Guinea-Bissau, Angola, Mosambik.
Bis 1977 galten Befreiungskriege gegen eine herrschende Kolonialmacht nach damaligem Völkerrecht als Bürgerkrieg, da sich das Geschehen bis zur anerkannten Unabhängigkeit auf dem Gebiet eines einzigen Staates abspielte. Seit dem Genfer I. Zusatzprotokoll stehen sie den internationalen Konflikten gleich. Damit soll sichergestellt werden, dass das humanitäre Kriegsrecht beim Kampf eines Volkes für seine Unabhängigkeit angewendet werden muss. Diese Regelung bindet jedoch nur diejenigen Staaten, die dieses Zusatzprotokoll auch unterzeichnet haben.

### Bürgerkriege in ehemaligen Kolonien
Nach Erlangen der nationalen Unabhängigkeit wird in einer ehemaligen Kolonie die Regierung nicht zwangsläufig von der Bevölkerungsmehrheit gestellt. Es kann daher zu einem Bürgerkrieg kommen, in dem eine unterdrückte Mehrheit den Aufstand gegen eine autochthone Minderheit versucht, die aufgrund einer historischen vorkolonialen Herrschaftsstruktur an der Macht ist. So war in Ruanda der Aufstand der schwarzen Hutu-Bauern gegen die hellhäutigere Krieger-Kaste der Tutsi ein Jahr nach Erlangung der Unabhängigkeit 1962 erfolgreich. In Sansibar stürzten nur einen Monat nach der nationalen Unabhängigkeit 1963 die überwiegend schwarzen Unterschichten die Herrschaft der seit Jahrhunderten einheimischen Araber.
In verschiedenen portugiesischen Kolonien kam es im Umfeld der Unabhängigkeit zu Bürgerkriegen zwischen linken und rechten Parteien um die politische Macht, so über Jahrzehnte in Angola und Mosambik. Den Bürgerkrieg 1975 in Portugiesisch-Timor nutzte Indonesien als Legitimation zur Besetzung des Landes.

### Kriege zwischen geteilten Staaten
Problematisch ist die Unterscheidung zwischen Krieg und Bürgerkrieg, wenn geteilte Staaten einen bewaffneten Konflikt untereinander austragen, wie in Vietnam und Korea geschehen. Beide Fälle werden überwiegend als internationale Konflikte eingestuft.
Die Teilung Koreas in eine sowjetische und eine US-Besatzungszone führte zur Rivalität zwischen einer westlich orientierten und einer kommunistischen Führungsgruppe, die beide die nationale Wiedervereinigung unter ihrer eigenen Führung erzwingen wollten. Daraus entwickelte sich der Koreakrieg, ein internationaler Krieg im Zeichen des Ost-West-Konfliktes.
Nach der Niederlage der französischen Kolonialmacht in Französisch-Indochina gegen den kommunistischen Widerstand wurde die Unabhängigkeit Vietnams erklärt. Vietnam wurde auf der Indochinakonferenz 1954 provisorisch in eine nördliche und eine südliche Zone geteilt, in der ein Waffenstillstand gelten und gemeinsame Wahlen stattfinden sollten. Die USA verhinderten jedoch die Vereinigung des Landes und hielten in der südlichen Zone ein Satellitenregime aufrecht. Als dieses im Guerillakrieg zu stürzen drohte, begannen die USA einen Krieg in Vietnam. Der Norden wurde von der Sowjetunion und anderen kommunistischen Ländern unterstützt. Die USA wurden schließlich nach zehn Jahren zum Rückzug gezwungen. Wegen der Beteiligung der beiden Großmächte wird der Vietnamkrieg nicht als Bürgerkrieg betrachtet, sondern als internationaler Krieg.

### Regime Change Actions
Missliebige politische Systeme durch Unterstützung und Finanzierung aufständischer Gruppen zu stürzen, zählt zu den indirekten Interventionen, die dem Interventionsverbot der Vereinten Nationen widersprechen. Beispiele in Mittelamerika sind die vom CIA 1954 durchgeführte Operation PBSUCCESS in Guatemala oder die amerikanische Unterstützung der paramilitärischen Contras gegen die sozialistische sandinistische Regierung Nicaraguas im Contra-Krieg in den 1980er Jahren.

## Beispiele

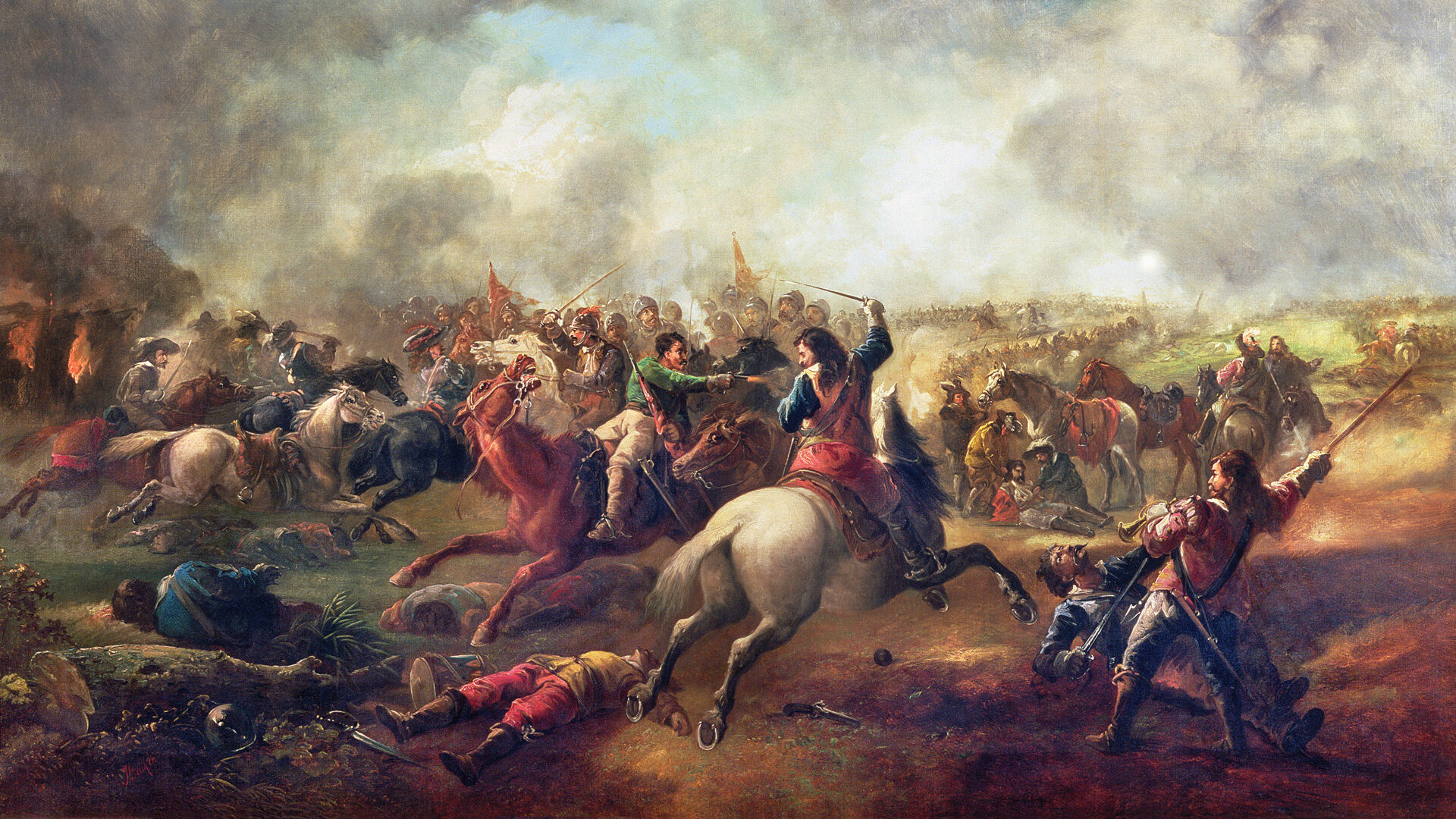
Schlacht von Marston Moor im Englischen Bürgerkrieg

- Römische Bürgerkriege (133–30 v. Chr.)
- Chinesischer Bürgerkrieg, genannt An-Lushan-Rebellion (755–763)
- Ungarischer Bürgerkrieg (1526–1538)
- Englischer Bürgerkrieg (1642–1649)
- Portugiesischer Bürgerkrieg (1828–1834)
- Spanische Bürgerkriege (1833–1840, 1847–1849, 1872–1876)
- Schweizer Sonderbundskrieg (1847)
- Taiping-Aufstand (1851–1864)
- Amerikanischer Bürgerkrieg (Sezessionskrieg) (1861–1865)
- Bürgerkrieg in Chile (1891)
- Kolumbianischer Bürgerkrieg (1899–1902)
- Konstitutionelle Revolution (1905–1911)
- Irischer Bürgerkrieg (1922–1923)
- Österreichischer Bürgerkrieg (1934)
- Spanischer Bürgerkrieg (1936–1939)
- Jugoslawischer Bürgerkrieg (1941–1945)
- Algerischer Unabhängigkeitskrieg (1954–1962)
- Sudanesische Sezessionskriege (1955–1972, 1983–2005)
- Bürgerkriege in Ruanda (1963, 1990–1994)
- Namibischer Unabhängigkeitskrieg (1966–1989)
- Nordirischer Bürgerkrieg (1969–1998)
- Libanesischer Bürgerkrieg (1975–1990)
- Mosambikanischer Bürgerkrieg (1977–1992)
- Bürgerkrieg in Sri Lanka (1983–2009)
- Liberianischer Bürgerkrieg (1989–1996, 1999–2003)
- Somalischer Bürgerkrieg (seit 1988/1991)
- Bosnienkrieg (1992–1995)
- Bürgerkrieg in Sierra Leone (1991–2002)
- Kosovokrieg (1998–1999)
- Darfur-Konflikt (seit 2003)
- Bürgerkrieg im Gazastreifen (Juni 2007)
- Bürgerkrieg in Syrien (seit 2011)

Früher wurde der Dreißigjährige Krieg auch als Deutscher Bürgerkrieg bezeichnet. Auch die Kriege zwischen souveränen Orten im Gebiet der heutigen Schweiz wurden in der Geschichtsschreibung des 19. Jahrhunderts, die bis heute fortwirkt, häufig als Bürgerkriege bezeichnet. Damit wurde der Begriff des Bürgerkrieges aber überdehnt und mithin sinnlos.
Ernst Nolte prägte die eher metaphorische Bezeichnung der beiden Weltkriege als „Europäischer Bürgerkrieg“, ein Werk, dessen Kurzfassung in einem FAZ-Artikel vom 6. Juni 1986 über ‚Die Vergangenheit, die nicht vergehen will‘, den sogenannten Historikerstreit auslöste. Von einer „Weltbürgerkriegskoalition gegen Hitler“ hatte Helmut Ridder bereits 1967 geschrieben.

### Bürgerkriege mit starker ausländischer Beteiligung

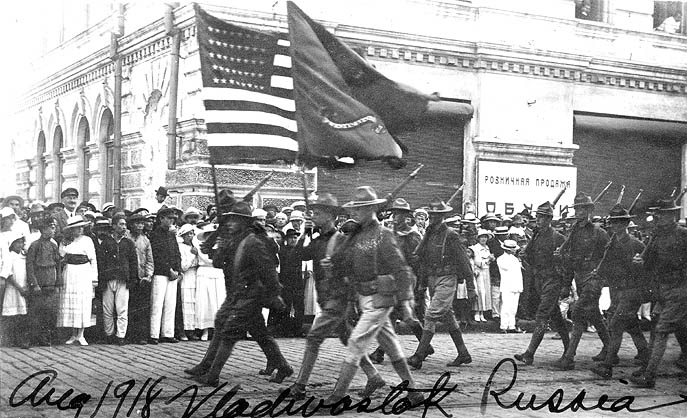
US-Truppen in Wladiwostok im Russischen Bürgerkrieg (1918)

- Russischer Bürgerkrieg (1917/18–1920/22)
- Chinesischer Bürgerkrieg (1927–1937, 1945–1949)
- Spanischer Bürgerkrieg (1936–1939)
- Griechischer Bürgerkrieg (1946–1949)
- Vietnamkrieg (1946–1975)
- Angolanischer Bürgerkrieg (1975–2002)
- Jemenitischer Bürgerkrieg (1962–1970)
- Bewaffneter Konflikt in Kolumbien (1948–1952, 1964–2016, seit 2019)
- Bürgerkrieg in der Dominikanischen Republik (1965)
- Bürgerkrieg im Tschad (1966–1989)
- Libanesischer Bürgerkrieg (1958, 1975–1990)
- Afghanischer Bürgerkrieg (seit 1978)
- Insurrektion im Irak (2006 – 2008)[29][30]
- Bürgerkrieg in Libyen (2011)
- Bürgerkrieg in Syrien (seit 2011)